# Gysbert Japicx
Gysbert Japicx (Boalsert, Frísia 1603-1666) fou un escriptor en frisó. Va treballar fins a la seva mort com a mestre i cantor a Bolsward. Era admirador d'Horaci i d'Ovidi i ardent defensor de la memmentael (llengua materna) que aconseguirà elevar el frisó al rangle de llengua literària. Va mantenir contacte amb intel·lectuals neerlandesos i anglesos, com Franciscus Junius. La seva obra poètica fou recollida en la Fryske rijmlerye (1688) i en Friessche tjerne (1640). Se'l considera el pare de la literatura frisona moderna.
El treball de Japicx es divideix en tres parts:
- Leafde en boartlike mingeldeuntsjes ("Amor i rimes juganeres"), que incloïa la Tsjerne Fryske
- Gemiene of hûsmanne petear ("Crida de l'home comú o camperol")
- Himelsk harplûd ("Fort so d'harpa")

Els Estats Provincials de Frísia van establir un premi en el seu honor el 1947.
El 1997 la casa on va nàixer Gysbert Japicx a Boalsert esdevingué el museu Gysbert Japiks.